# Кольипульи
Кольипульи (исп. Collipulli) — город в Чили. Административный центр одноимённой коммуны. Население — 14 240 человек (2002). Город и коммуна входят в состав провинции Мальеко и области Араукания.
Территория коммуны — 1295,9 км². Численность населения — 22 114 жителей (2007). Плотность населения — 17,06 чел./км².

## Расположение
Город расположен в 87 км на север от административного центра области города Темуко и в 30 км на юго-восток от административного центра провинции города Анголь.
Коммуна граничит:
- на северо-востоке — c коммуной Мульчен
- на востоке — с коммунами Мульчен, Килако
- на юге — c коммунами Виктория, Куракаутин
- на юго-западе — c коммуной Эрсилья
- на западе — c коммуной Анголь
- на северо-западе — c коммуной Ренайко

## Демография
Согласно сведениям, собранным в ходе переписи Национальным институтом статистики, население коммуны составляет 22 114 человек, из которых 10 849 мужчин и 11 265 женщин.
Население коммуны составляет 2,36 % от общей численности населения области Араукания. 28,14 % относится к сельскому населению и 71,86 % — городское население.

### Важнейшие населенные пункты коммуны
- Кольипульи (город) — 14 240 жителей
- Мининко (поселок) — 1766 жителей

## Транспорт
Через город проходит Панамериканское шоссе, а также железнодорожная ветка Анголь-Трайгуен. К югу от города железная дорога пересекает долину реки Мальеко по одноимённому виадуку.